# Caleta de Fuste
Caleta de Fuste är en ort i Spanien.   Den ligger i provinsen Provincia de Las Palmas och regionen Kanarieöarna, i den sydvästra delen av landet, 1 600 km sydväst om huvudstaden Madrid. Caleta de Fuste ligger 9 meter över havet och antalet invånare är 6 000. Den ligger på ön Fuerteventura.
Terrängen runt Caleta de Fuste är varierad. Havet är nära Caleta de Fuste åt sydost.  Närmaste större samhälle är Puerto del Rosario, 11,5 km norr om Caleta de Fuste. Omgivningarna runt Caleta de Fuste är i huvudsak ett öppet busklandskap.